# 孤儿药
孤兒藥（英語：orphan drug）是一種藥品，用於治療疾病，因為患者為數不多，如果沒有政府出面協助的話，生產這類藥品就不可能獲利。受到治療的病症被稱為孤兒疾病（請參考罕見病中的英文部分#Relationship to orphan diseases）。
把某些疾病，以及治療這些疾病的藥品歸類為“孤兒型”，是許多國家的公共政策問題。就醫學研究所需龐大經濟資源的本質，若是沒政府的協助，這些藥品就沒有機會產生原本可能實現的突破。
在美國和歐盟，孤兒藥較易取得上市許可。此外還可能另外提供經濟激勵措施，例如市場獨占期間得以延長，讓藥廠擁有較長的獨家銷售這種藥品的權利。所有這些措施都是為鼓勵藥品開發，少了這類利潤動機，將少有藥廠願意把預算和人員分配到這類的研究之上。

## 定義
根據美國食品藥品監督管理局(FDA)，孤兒藥被定義為“用於治療、預防、或診斷罕見疾病或症狀的藥品，而受到這類特定疾病或症狀影響的美國人少於200,000人”（約相當每10,000人中大約有6例）“或是符合法案中成本回收規定的藥品。”在歐盟，歐洲藥品管理局(EMA)的定義是，如果藥品是用於診斷、預防、或治療危及生命，或是慢性且會導致身體嚴重衰弱的疾病，影響所及在每10,000人中最多5人，這種藥品即為“孤兒藥”。EMA還將如果缺乏激勵措施，藥廠因開發及銷售卻無法產生足夠的利益，而不願投資者，認定為孤兒藥 。截至2017年，FDA和EMA並沒正式將兩者的孤兒藥管理計劃整合。

## 全球統計
截至2014年，上市的孤兒藥已有281種，而在臨床試驗中的有400多種。超過60%的是生物製藥。美國在全球此類藥品的開發中佔主導的地位，在臨床試驗中的佔300多種，緊接在後的是歐洲。在所有臨床試驗中的孤兒藥，屬於癌症治療的超過30%.
- 臨床試驗中的總數：600種[7]
- 進入臨床試驗第2期的數量：231種[7]
- 美國臨床試驗中的數量：從研究中到註冊階段，350種[7]

## 對投資、銷售、和利潤的影響
傳媒集團湯森路透在2012年刊出的《孤兒藥的經濟力量》一文中指出，投資在孤兒藥的研發有所增加，部分原因是美國1983年孤兒藥法案(ODA)的通過，以及在世界其他地區由“高調的慈善資金”推動類似的法案所導致。
根據同行評審的科學期刊《今日藥物發現》，在2001年至2011年之間，是“孤兒藥就年均獲得初步核准（orphan designation，有時也稱為orphan status）以及正式核准上市方面最興盛的時期”。:660孤兒藥的複合年增長率(CAGR)達到“令人驚異的25.8%，相較之下，非孤兒藥對照組的類似增長僅為20.1%”。:6到2012年，美國孤兒藥市場銷售金額為6.37億美元，相較之下，非孤兒藥對照組的金額為6.38 億美元。
迄2012年，
孤兒藥的創造營收潛力與非孤兒藥一樣巨大，但罕見病的患者人數要少甚多。此外，我們認為，在把驅動因素（包括政府財務激勵、較小的臨床試驗規模、較短的臨床試驗時間、和較高的核准率）全部列入考慮時，孤兒藥具有更高的創造盈利能力。——Laura Gaze，及Jennifer Breen《孤兒藥的經濟力量》作者
根據一份發表在2014年的報告，基於多種原因，孤兒藥市場會更為有利可圖。因為試驗規模小，這種藥品的臨床試驗成本會遠低於其他藥品。小型臨床試驗和競爭不多，讓孤兒藥在監管審查中具備優勢.
稅收優惠把開發成本降低。孤兒藥在平均每位患者的收費是“非孤兒藥的六倍，明白點出這種藥品的定價能力”。患者在孤兒藥的人均支出很高，加上廣泛的公共補貼，總支出更會增加。
由研究諮詢機構EvaluatePhama發表的“2014年孤兒藥報告”指出，孤兒藥銷的售額金額佔所有處方藥銷售額的佔比一直快速增長。報告預計此類藥品到2020年的銷售額將達到1,760億美元。孤兒疾病患者在各式疾病患者群中所佔的人數最少，但平均每名患者的花費卻最大，而且隨著越來越多的罕見病患者有獲得補貼的資格（例如通過“患者保護與平價醫療法案”），預計費用還會增加。

## 立法
孤兒藥所遵循的監管開發路徑，通常與其他藥品相同（均著重在藥物代謝動力學、藥物效應動力學、有效劑量、穩定性、安全性、和有效性）。但為維持發展動力，會把一些可由數字顯現的負擔減輕。例如，孤兒藥法規會允許，如果患患者實際數目少於1,000名，則無需在第三期的臨床試驗中做1,000名患者的試驗。
政府提供開發孤兒藥的干預措施有幾種形式：
- 稅收優惠（英语：Tax incentive）
- 獨占性（強化專利保護和營銷權）
- 研發經費補助
- 政府創立公家經營企業（國有企業）從事相關研發

有項在2015年的研究，針對“34家加拿大主要的利益相關者，包括藥物監管機構、資金提供者、科學家、政策專家、製藥產業代表、和患者倡議團體”進行調查，以發掘藥廠對孤兒藥等的“利基市場”增長興趣的背後因素。

### 美國
美國的ODA是在美國罕見疾病組織，以及許多其他組織的遊說下，在1983年1月通過，法案的目的在鼓勵藥廠開發針對小型疾病市場的藥品.根據法案，如果藥品、疫苗、和診斷試劑是為影響不到200,000名美國公民的疾病提供治療，就有成為孤兒藥的資格。孤兒藥開發商有資格獲得由FDA管理，為期7年的孤兒藥獨佔銷售權（Orphan Drug Exclusivity，ODE），“最高達研發成本50%的所得稅減免、研發補助金、免除FDA相關費用、諮詢協助:660、以及可能獲得臨床試驗的稅收優惠。
在美國，孤兒藥初步核准表示申請藥廠有資格獲得某些福利，但並不表示這藥品是安全、有效、或是合法的。
《美國2002年罕見病法案》通過。以修訂《公共衛生服務法》，設立罕見病辦公室。法案還增加經費，為罕見病患者開發治療方式。

### 歐盟
歐盟在2000年頒布類似立法（Regulation(EC) No 141/2000），將用於治療罕見疾病的藥品稱為“孤兒藥（orphan medicinal products）”。歐盟對孤兒病症的定義比美國更寬廣，因為它還涵蓋一些主要是存在開發中國家中的某些熱帶疾病。歐盟委員會在藥品經批准後，給予在歐盟為期10年的獨佔銷售權。歐盟的孤兒藥由EMA所屬的孤兒藥品委員會管理。
FDA和EMA在2007年底協議，對於孤兒藥，藥廠對兩個機構使用相同的申請程序，以求簡化，但FDA和EMA仍維持各自獨立的核准程序。

### 其他國家
日本、新加坡、和澳大利亞三個國家已有立法，提供補貼以及其他激勵措施，以鼓勵開發治療孤兒疾病的藥品。
中華民國罕見疾病及藥物審議會负责審議罕見疾病藥物(孤儿药)之查驗登記。
根据该審議會公告，疾病盛行率萬分之一以下，该疾病可归属于罕见疾病，用于诊疗的药物即属于孤儿药。

### 新藥數量
在ODA和歐盟的立法之下，已有許多孤兒藥被開發成功，包括治療神經膠質瘤、多發性骨髓瘤、腫囊性纖維化、苯丙酮尿症、蛇毒中毒、和特發性血小板減少性紫癜的藥品。
醫學雜誌製藥主管（Pharmaceutical Executive）認為，“幾乎每個人都認為ODA是個成功的法案”。
在美國國會通過ODA之前，美國被批准專門用於治療孤兒疾病的藥品只有38種。而從1983年1月到2004年6月之間，獲得上市許可的孤兒藥有249種，而獲得不同的孤兒藥初步核准的有1,129種，在1983年之前的10年中，獲得初步核准的不到10種。從1983年到2010年5月，FDA核准353種孤兒藥藥物，同時給予2,116種化合物的孤兒藥初步核准。截至2010年，政府給予初步核准的7,000種孤兒中，已有的200種已被核准用於治療。
有批評者質疑ODA這個法案是否為導致孤兒藥增加的真正原因，聲稱許多新藥是用於治療已被研究過的疾病，無論立法與否都會有這類藥品的開發，也質疑是否ODA真的刺激這類不見得能產生利潤的藥品的生產；這項法案也因讓一些藥廠從市場規模小，但售價高的藥品中賺取巨額利潤，而受到批評。
雖然EMA授予其核准的孤兒藥可進入所有歐盟會員國，而實際上只有當特定成員國的醫療系統願意接受特定藥品的費用報銷時，它們才會進入。例如在2008年，荷蘭有44種孤兒藥上市、比利時有35種、瑞典有28種，而在2007年，法國有35種，義大利有23種。
雖然愛滋病從技術上講不是孤兒疾病，但這類治療的研究和開發與ODA有密切關聯。在愛滋病開始流行初期，由於缺乏對這種疾病的有效治療，相關的藥品開發通常被認為不具商業基礎。這鼓勵FDA運用ODA來協助強化在這領域的研究，到1995年，FDA批准的19種治療愛滋病的藥物中，有13種取得孤兒藥初步核准，其中10種獲准銷售。加入原有的70種已有初步核准的孤兒藥，以用於治療與愛滋病相關的疾病。

## 孤兒藥治療的疾病案例

### 腫囊性纖維化
在1980年代，罹患囊腫性纖維化的人很少能活過10歲出頭。經由ODA協助而開發出的藥品如 阿法鏈道酶（商品名Pulmozyme） 和妥布黴素，把治療產生革命性改變，大幅改善患者的生活品質和延長預期壽命。現在這類患者通常活到三十多歲，有些則活到五十多歲。

### 家族性高膽固醇血症
有兩位研究人員因為在家族性高膽固醇血症（導致膽固醇水準大幅快速升高）方面的研究，而在1985年獲頒諾貝爾生理學或醫學獎。他們的工作導致他汀類藥物的開發，這類藥品現通常用於治療有高膽固醇狀況的人。

### 威爾森氏病
青黴胺被開發，用於治療罕見的遺傳性疾病-威爾森氏症，這種症狀可導致體內銅的積累而產生致命性的結果。後來這種藥品被發現可有效治療關節炎。目前正研究利用四硫代鉬酸膽鹼來治療威爾森氏症。

### PLA2G6相關神經退化性疾病
FDA在2017年授予RT001（用於治療PLA2G6相關神經變性 (第一型腦內鐵沉積性神經系統退化症（Neurodegeneration with brain iron accumulation）)）孤兒藥的初步核准。

### 轉甲狀腺素蛋白相關的遺傳性澱粉樣變
因為Patisiran (商品名Onpattro)涉及RNA療法的新型機制，可阻止異常形式的轉甲狀腺素蛋白產生，而獲得FDA孤兒藥初步核准和突破性療法初步核准。 Patisiran於2018年正式獲得FDA核准上市，Patisiran的RNA固體脂質納米粒給藥系統後來也被輝瑞新冠肺炎疫苗和默德納新冠肺炎疫苗所採用。

## 推動，以及研究中心
明尼蘇達大學藥學院的孤兒藥物研究中心對於缺乏內部專業知識和資源的小公司，提供在藥物合成、配方、藥物計量學和生物分析的協助。位於加利福尼亞州克萊蒙特的凱克研究所，其罕見疾病中心(CRDT)則提供協助，為有潛力但發展停滯的孤兒藥，找出並解決它們在商業化過程中所碰到的障礙（如配方及生物加工的問題）。
已有許多代表罹患罕見疾病（特別是兒童罹患的罕見疾病）患者的倡導團體成立，例如美國罕見疾病組織、全球治療基因缺陷計劃、兒童罕見病網絡（Children's Rare Disease Network）、血清β脂蛋白缺乏症合作基金會（Abetalipoproteinemia Collaboration Foundation）、Zellweger嬰兒支持網絡（Zellweger Baby Support Network）、以及Friedreich共濟失調研究聯盟（Friedreich's Ataxia Research Alliance）。

## 成本
根據EvaluatePharma在2015年所做的報告，孤兒藥經濟學與整個醫藥市場經濟學發展類似，但其間有幾項重大差異。根據定義，孤兒藥的市場規模很小，雖然使用者數目甚小，但所需的研發成本與非孤兒藥非常相似。生產商聲稱，基於這種原因，他們必須為藥品收取極高的費用，有時每年金額高達700,000 美元（例如諾西那生鈉，商品名Spinraza，Biogen公司產品），FDA於2016年12月將其核准用於治療脊髓性肌萎縮症），給保險公司和患者帶來甚大壓力。一項對美國在1990年至2000年間得到核准的12種孤兒藥所做的分析估計，於營銷獨佔權過期之後，平均價格會下降50%，降價幅度從14%到95%之間。
各國政府已透過補貼和其他形式的財務援助，來降低藥廠高昂的藥品研發成本。其中幫助最大的是稅收減免，可達研發成本的50% 藥廠還能夠透過較小的患者群，做較小規模的臨床試驗而降低成本。這些規模較小的臨床試驗還能讓孤兒藥更快進入市場。孤兒藥獲得FDA批准的平均時間為10個月，而非孤兒藥則需13個月。這情況在抗癌藥物市場更如此，在2011年所做的一項研究發現，在2004年至2010年間，孤兒藥品試驗比非孤兒藥物的臨床試驗規模小，且隨機性較低，但仍有較高的FDA核准率，同期間有15種癌症孤兒藥獲得核准，而非孤兒藥只有12種獲得核准行業分析師和學術研究人員在2015年達到的一致看法是孤兒藥（其中如艾庫組單抗，商品名有Soliris，中文名稱之一為舒立瑞）所收取的天價與研發和製造成本無關。它們的價格任由藥廠自行決定，遠比比傳統藥品更有利可圖。
加拿大Sachdev Sidhu博士/教授在2015年說：
是因為運用公共資源而對疾病的分子基礎有所了解，也是運用公共資源來開發生產抗體的技術，最後卻是由私人藥廠亞力兄製藥來決定藥品的價格。

## 公共資金

### 評審標準
到2007年，國際上對於透過公共經費補助開發的孤兒藥，所使用的經濟評估方法（例如增量成本效益比），變得更為成熟。在做成本效用分析的時候經常會用到質量調整壽命年（QALY），以計算與特定醫療處置措施得到的節省與QALY做比較。例如在2008年，英國英格蘭和威爾斯的國家卓越醫療衛生研究所(NICE) 所設定的門檻（閥值）為每個QALY價值為20,000-30,000英鎊。到2005年，人們對孤兒藥採用經濟評估的做法表達質疑。
到2008年，大多數受到評估的孤兒藥成本效益閾值“遠超過可接受的水平，並且無法按照常規標準來做報銷”早在2005年的一份報告，Christopher McCabe等作者。認為稀有藥物不該有溢價，孤兒藥一般應受像其他藥物一樣的對待。而另外一篇報告，德拉蒙德等人認為衛生技術的社會價值，也應與增量成本效益比同時包括在評估之內。

### 潛在濫用可能

瑞舒伐他汀 （商品名Crestor）是先行取得孤兒藥的財務補助，但後來把產品銷往更廣大的患者群體的一個案例。

政府提供給藥廠生產孤兒藥的重大激勵給予人們一種印象 - 會導致把財務支持近似濫用的可能。因為藥品可用於治療多種疾病，藥品可作為孤兒藥提出申請以取得財政補助，然後再將藥品推廣到更大的患者群體使用，達到增加公司淨利率的目的。例如阿斯利康製藥用於治療高膽固醇藥物瑞舒伐他汀（商品名Crestor），當初申請是用於治療罕見的家族性高膽固醇血症。等獲得孤兒藥的初步核准之後即取得稅收減免等優惠，藥廠再向FDA提出申請，並取得核准用以治療罹患糖尿病患者的膽固醇症狀。

### NICE
英國的NICE願意為每增加一個QALY而支付100,000至300,000英鎊，用以治療“非常罕見的疾病”。相較之下，使用非孤兒藥的成本則低於20,000 英鎊。
2015年，NICE與“患者團體、英國衛生部、企業、學術團體、慈善機構、和研究人員”就評估藥品和其他技術的事務進行磋商。有人呼籲對新的技術該做更多的研究，包含有：
藥物的研發模式、製藥產業和患者群體對於產業與政府營運的國民健保系統兩者之間如何分擔風險和回報的期望、以及啟用昂貴的新型治療法的安排。——NICE，2014年

## 外部連結
- Drug Information Association （页面存档备份，存于） (DIA)
- EVENT: DIA/FDA Orphan Drug Designation Workshop November 2010 （页面存档备份，存于）
- European Commission - The Orphan drugs strategy （页面存档备份，存于）
- List of European Orphan Drugs
- USA Food and Drug Administration: The Orphan Drug Act (as amended) （页面存档备份，存于）
- US FDA List of Orphan Designations and Approvals （页面存档备份，存于）